# Ghalib Mudschadala

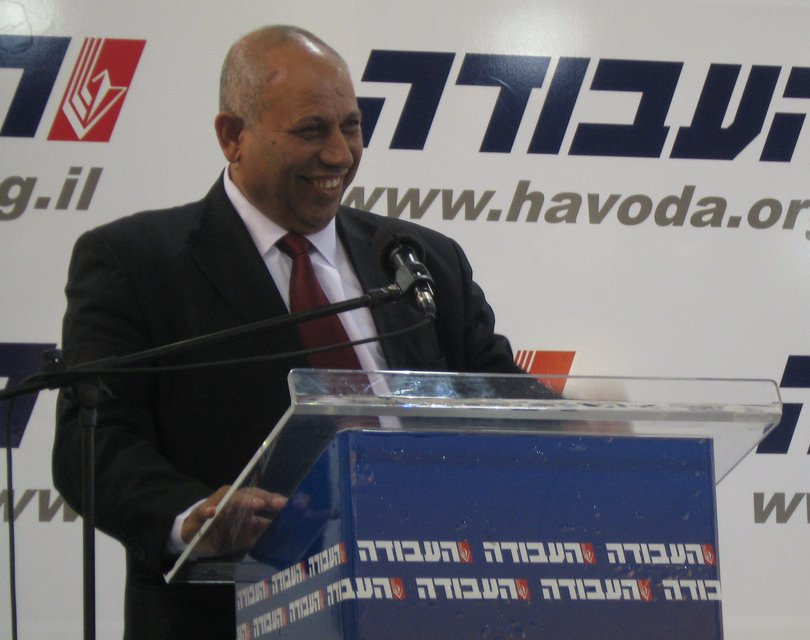
Ghalib Mudschadala (2008)

Ghalib Mudschadala (arabisch غالب مجادلة Ghālib Mudschādala, DMG Ġālib Muǧādala, hebräisch ראלב מג`אדלה Raleb Madschadale; * 5. April 1953 in Baqa al-Gharbiyye, Israel) ist ein Geschäftsmann und Politiker der israelischen Arbeitspartei Awoda, der im Januar 2007 zum ersten muslimisch-arabischen Minister in Israel ernannt wurde. Er wirkte zunächst als Minister ohne Geschäftsbereich und anschließend vom 21. März 2007 bis zum 31. März 2009 als Minister für Wissenschaft, Kultur und Sport.

## Leben
Mudschadala stammt aus einer arabisch-israelischen Ortschaft nahe der Grünen Linie und war ab dem 28. Juni 2004 für die Arbeitspartei (Awoda) Abgeordneter der Knesset, des israelischen Parlaments. Der politisch eher unbekannte Mudschadala wirkte zuvor als Parlamentarier und Mitglied in Umwelt- und Wohlfahrtsausschüssen mit. Für Aufsehen sorgte er im Dezember 2006, als er im neuen Flughafenterminal 3 des Ben-Gurion-Flughafens ein kleines Gebetshaus für abreisende muslimische Fluggäste durchsetzte.
Verteidigungsminister Amir Peretz nominierte Mudschadala als Nachfolger für Ophir Pines-Paz, der im Oktober 2006 aus Protest gegen die Aufnahme der ultrarechten Partei Jisra’el Beitenu (Israel – unser Zuhause) in die Regierungskoalition zurückgetreten war. Seine Kandidatur für das Amt eines Ministerpostens war durchaus umstritten. Der Parteivorsitzende der nationalistischen Partei, Awigdor Lieberman, stimmte als einziges Kabinettsmitglied gegen Mudschadala und warf Peretz vor, aus rein parteipolitischen Erwägungen gehandelt zu haben, da die rund 400.000 wahlberechtigten israelischen Araber eine ernstzunehmende Wählerschicht repräsentieren. Bei den israelischen Parlamentswahlen 2009 verfehlte er aufgrund seines Listenplatzes und der Verluste von Awoda den Wiedereinzug in die Knesset, mit der Vereidigung der neuen Regierungskoalition unter Führung des Likud am 31. März 2009 ist er darüber hinaus auch nicht mehr als Minister in der Regierung vertreten.
Mudschadala ist verheiratet und hat vier Kinder.